# Кокалари, Мусина
Мусина Кокалари (алб. Musine Kokalari; 10 февраля 1917, Адана, Османская империя — 13 августа 1983, Решен, НСРА) — албанская писательница и политическая деятельница, первая в Албании женщина-прозаик. Основательница Социал-демократической партии в 1944. Репрессирована при режиме Энвера Ходжи, треть века провела в заключении и интернировании. После падения коммунистического режима признана Мученицей демократии.

## Происхождение и образование
Родилась в семье албанских мусульман, временно переселившихся в Турцию. Семейство Кокалари происходило из Гирокастры, его представители были известны патриотическими взглядами, культурной и политической активностью. Кокалари состояли в родстве с кланом Ходжа. Среди родственников Мусины Кокалари был Энвер Ходжа, будущий коммунистический диктатор Албании. В годы её юности они много общались. В Гирокастре Мусина и Энвер жили в соседних домах.
В 1920 Коколари поселились в Тиране. Вейсим Коколари, брат Мусины, управлял книжным магазином. Со школьных лет Мусина Кокалари увлекалась литературой. Окончила привилегированный Педагогический институт королевы-матери. В январе 1938 она приехала в Италию и поселилась в Риме.
В 1941 окончила факультет литературы и философии. Защитила дипломную работу по творчеству албанского поэта и прозаика Наима Фрашери. Интеллектуальная атмосфера римского университета побудила Мусину к выбору литературного пути. В частных беседах она говорила о желании стать писательницей — без какого-либо участия в политике.
Однако патриотическая семейная традиция возымела действие. В 1942, во время Второй мировой войны, Мусина Кокалари вернулась в Албанию, оккупированную итальянскими войсками.

## Литературные произведения
Первая литературная работа Мусины Кокалари — Как говорила мне старая мать (Siç me thotë nënua plakë) — была опубликована в Тиране в 1941. Это было авторское видение сказок из фольклора албанцев-тосков на их диалекте с описанием нравов жителей Гирокастры на фоне резких общественных перемен. Сама Кокалари называла своё первое произведение «зеркалом уходящего мира». Этот сборник считается первым произведением литературы, написанным и изданным женщиной в Албании.
В 1944 Мусина Кокалари издала сборник рассказов и зарисовок Как раскачивалась жизнь (Sa u-tunt jeta). В том же году вышел третий сборник её произведений Вокруг очага (Rreth vatrës).
Впоследствии Кокалари писала дневники и воспоминания (Как была создана Социал-демократическая партия), где подробно освещала свою жизнь, литературную и политическую деятельность. Эти работы были опубликованы уже после её смерти. Дневник La mia vita universitaria (Моя университетская жизнь) был написан в 1940—1942 на итальянском языке.

## Социал-демократическая политика
Объективная ситуация в стране побудила Мусину Кокалари включиться в политику. Она придерживалась демократического мировоззрения с левоцентристским социал-демократическим уклоном. Была решительным сторонником независимости Албании, противником итальянской и немецкой оккупации.
В 1943 Мусина Кокалари вступила в Национально-освободительный фронт Албании (НОФА), который вёл борьбу против оккупантов. Однако НОФА действовал под эгидой Коммунистической партии (КПА) во главе с Энвером Ходжей. Кокалари же отвергала любую диктатуру, стояла не только на антифашистских, но и на антикоммунистических позициях. Кроме того, у неё возник резкий конфликт с Неджмие Ходжей, женой Энвера Ходжи.
Ближе Мусине Кокалари была программа республиканско-националистического движения Балли Комбетар. Однако в рядах баллистов состояли и с ними сотрудничали слишком разные люди, в том числе вызывавшие отторжение Кокалари (из-за правого радикализма, связей с оккупантами и криминальными структурами). Политические позиции Балли Комбетар, на её взгляд, формулировались недостаточно чётко.
Мусина Кокалари попыталась стать посредником в коалиции НОФА с Балли Комбетар. По её замыслу, это сдвинуло бы оба движения на последовательно демократическую платформу и усилило бы в противостоянии оккупантам. Для укрепления своей позиции Кокалари решила вступать не индивидуально, а в качестве лидера политической группы. Многие представители Балли Комбетар были этим недовольны и упрекали Кокалари в неосознанном расколе националистического движения, чем непременно воспользуются коммунисты во главе с её родственником. Однако она настояла на своём.
В феврале 1944 Мусина Кокалари учредила Социал-демократическую партию (Partinë Social-Demokrate, PSD) — первую в истории Албании. В этой инициативе молодую писательницу поддержали юрист, драматург и публицист Митхат Аранити, адвокат Скендер Мучо, профессор-литературовед Исуф Лузай, учёный-лингвист Сельман Риза.
В Албании практически не было организованного рабочего движения и отсутствовала социал-демократическая традиция. Однако идеи демократического социализма и Третьего пути разделялись некоторыми представителями албанской интеллигенции. Организаторы PSD объявили политическую свободу и социальную справедливость неразрывными понятиями. В этом состояла идеологическая особенность партии, созданной Кокалари. Подчёркивалась самоценность свободомыслия. Общественный строй предлагалось основать на принципах безусловного равноправия всех албанцев и всеобщего участия в гражданской жизни; в государственную систему заложить принцип сменяемости власти через демократические выборы.
Мусина Кокалари публично выступала от имени PSD, редактировала партийную газету Zëri i lirisë (Голос свободы). Важным политическим принципом Кокалари являлась легальность и открытость, мирный характер деятельности. Она не принимала подполья и насильственных форм борьбы. Поэтому она негативно относилась к таким радикальным антикоммунистам, как Гьон Маркагьони или Бекир Вальтери. Она ассоциировала их с криминалом, насилием и хаосом, ставила в один ряд с ходжаистами.

## Оппозиционное выступление
Социал-демократическая партия вызывала жёсткую враждебность как немецких оккупантов, так и коммунистов. В 1944 Скендер Мучо был расстрелян нацистами, Митхат Аранити арестован коммунистами и заключён в тюрьму, убиты боевиками коммунистической НОАА Мунтаз и Вейсим — братья и единомышленники Мусины Коколари. Приход к власти КПА во главе с Энвером Ходжей в конце ноября 1944 года она назвала «концом Возрождения».
Мусина Кокалари вынужденно дистанцировалась от политики, занималась своим книжным магазином в Тиране. Ей было предложено вступить в Албанскую
лигу писателей и художников, созданную 7 октября 1945 под председательством коммунистического интеллектуала Сейфулы Малешовы — известного писателя и министра культуры в первом правительстве Ходжи. Однако она не принимала нового режима, не могла простить убийства своих братьев.
В первые месяцы правления КПА в Албании пыталась заявить о себе легальная оппозиция. Наряду с PSD, были созданы организации Демократический союз и Албанский союз. Предприниматель-отельер Сами Керибаши и юрист Шабан Бала создали общедемократическую Группу сопротивления, юрист Кенан Дибра — Монархическую группу. Они предлагали Мусине Кокалари присоединиться для совместной политической активности. Поначалу она отказывалась, не видя перспектив легальной политики при установившейся диктатуре (кроме того, убеждённую республиканку Кокалари смущал альянс с монархистами, даже конституционными). Однако Кокалари присоединилась к Демократическому союзу.
В ноябре 1945 Мусина Кокалари приняла предложение Шабана Балы и подписала совместное обращение оппозиционеров. Они потребовали перенести выборы в Конституционное собрание, обеспечить свободу предвыборной агитации и международное наблюдение за голосованием. Этот документ был направлен в дипломатические миссии США и Великобритании, недавних союзников по Антигитлеровский коалиции. Именно Мусина Кокалари воспринималось как лицо албанской легальной оппозиции.

## Следствие, суд, приговор
Через полтора месяца органы госбезопасности режима начали аресты легальных оппозиционеров. 17 января 1946 была арестована Мусина Кокалари. Следствие по её делу вели высшие чины госбезопасности Кадри Хазбиу и Нести Керенджи. На допросе у Керенджи она не уклонялась от ответов, но на требование назвать «сообщников по изданию газеты» посоветовала «не задавать глупых вопросов». Кокалари напомнила о прежних коммунистических обещаниях соблюдать свободу прессы, чётко опровергла упрёки в сотрудничестве «с монархистами и фашистами». Следователю не удавалось обосновать свои обвинения по существу.

Мусина Кокалари: Я не фашистка и не коммунистка. Я сторонница демократической культуры.

Нести Керенджи: Давайте закончим об этом… Вы никогда не думали, что попадёте в тюрьму?

Мусина Кокалари: Была в этом почти уверена. Но, по крайней мере, я знаю, почему я в тюрьме.

На военном суде Мусина Кокалари держалась с достоинством и твёрдостью:

Не нужно быть коммунистом, чтобы любить свою страну! Я люблю родину, хотя я не коммунист. Вы выиграли войну, вы выиграли выборы, но вы не вправе преследовать тех, кто придерживается других политических взглядов. Я думаю иначе, нежели вы, но люблю свою страну. Вы преследуете меня за мои идеи. И я не извиняюсь перед вами, потому что не совершила никаких преступлений.

2 июля 1946 военный суд огласил вердикт. Девять человек были приговорены к смертной казни (в том числе Керибаши, Бала и Дибра). Мусина Кокалари получила 30 лет тюрьмы, впоследствии срок был сокращён до 20 лет.

## Тюрьма, интернирование, кончина
18 лет Мусина Кокалари провела в тюрьме строгого режима близ города Буррели. Обращение тюремщиков было демонстративно грубым. В 1964 Кокалари была выпущена под постоянный надзор полиции и Сигурими и интернирована в Решене. Работала бетонщицей на стройках, потом дворником. В 1979 истёк срок её интернирования. Она намеревалась ехать в Тирану, но получила предписание направиться в Гирокастру. Тогда она отказалась покинуть Решен. До своей кончины она жила в одиночестве, без семьи, в коммунальном барачном помещении с другими интернированными.
Писать ей было запрещено. Однако Мусина Кокалари продолжала вести записи не для публикации, хронику своей жизни. В своём дневнике она с натуры описывала жизнь рабочих в НРА/НСРА — тяжёлый труд, низкие заработки, произвол начальства, отсутствие шансов на реальное образование. Кокалари осуждала не только правящий режим, но и безразличие интеллектуалов к положению рабочих масс.
В последние годы при онкологическом заболевании Мусина Кокалари осталась практически без медицинской помощи. По одним свидетельствам, ей отказали в лечении, по другим — она сама отказалась от госпитализации. В своих записях она отмечала бездушное отношение в больнице. В её дневниках была обнаружена запись:

Я не обращаюсь ни к кому, а тем более к тому, кто может смягчить мой приговор.

Скончалась Мусина Кокалари в возрасте 66 лет. Впоследствии при эксгумации выяснилось, что перед закрытыми похоронами руки ей связали проволокой.

## Память
Ещё в 1960 году Мусина Кокалари была включена в список Комитета Трёх — предшественник международного ПЕН-клуба — «Писатели в заключении».
После падения коммунистического режима по инициативе родственников была проведена эксгумация и перезахоронение. Могила Мусины Кокалари находится в Шиштуфине (округ Тирана).
В 1993 президент Албании Сали Бериша присвоил Мусине Кокалари звание Мученица демократии. Ей посвящён музей, её имя носит школа в Тиране. Современная Албания знает Мусину Кокалари среди первых писателей и первых диссидентов страны. В 2013 министерство культуры Албании провело траурные мероприятия в связи с 30-летием кончины Кокалари. Мусину Кокалари называют «иконой антикоммунистической оппозиции».
В 2017 Албания и международная общественность, особенно литературная и социал-демократическая, отметили 100-летний юбилей Мусины Кокалари (так, посвящённое ей издание вышло под эгидой Фонда Фридриха Эберта). Выставка, посвященная жизни писательницы, прошла в Национальном музее науки и СМИ Брадфорда (Великобритания). Был снят короткометражный документальный фильм режиссера Патрика Титли «Мусина Кокалари — невоспетый герой». К юбилею выпущена почтовая марка. C 2009 началось издание полного собрания произведений Мусины Кокалари.

## Известные родственники
Бардюль Кокалари — племянник Мусины Кокалари — в 1992—1995 был первым послом Албании в Швеции. Его дочь Арба Кокалари (иногда её ошибочно называют внучкой или правнучкой Мусины) — известный шведский политик правоцентристской Умеренной коалиционной партии. В 2019 она была избрана в Европарламент (первый депутат албанской национальности в представительном органе Евросоюза). Арба называет Мусину своим вдохновляющим образцом.
Среди родственников Мусины Кокалари был американский инженер Вильсон Кокалари. В детстве вывезенный родителями из Албании в США, он стал крупным деятелем космической программы Аполлон, конструктором космического корабле Аполлон-11, высадившегося на Луне.